# Sowia Góra (Kusięta)

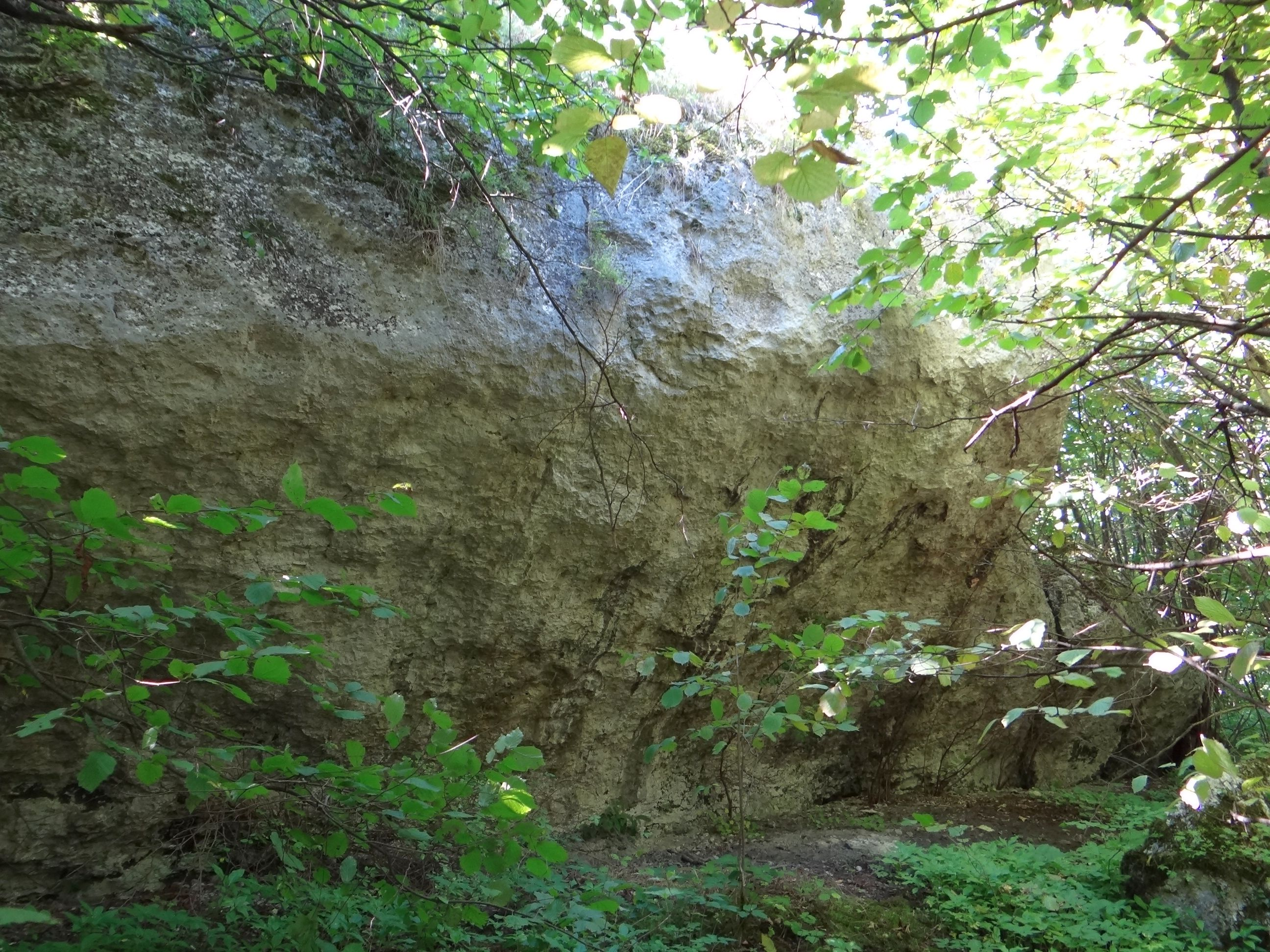
Skała na Sowiej Górze

Sowia Góra (330 m) – niewielkie wzniesienie we wsi Kusięta w województwie śląskim, w powiecie częstochowskim, w gminie Olsztyn Pod względem geograficznym znajduje się na Wyżynie Mirowsko-Olsztyńsiej będącej częścią  Wyżyny Częstochowskiej. 
Sowia Góra to porośnięte lasem wzniesienie pomiędzy wzniesieniami Rachowiec i Lisica. Otoczone jest bezleśnymi obszarami, które dawniej były polami uprawnymi, obecnie są nieużytkami stopniowo zarastającymi lasem. W najwyższych partiach wzniesienia jest kilka niewielkich skał wapiennych, a w nich Schronisko w Górze Sowiej.
Przez Sowią Górę prowadzi czerwono znakowany Szlak Orlich Gniazd. Dzięki odkrytym terenom nieużytków z okolic Sowiej Góry jest szeroka panorama widokowa.